# 톨민
톨민(슬로베니아어: Tolmin, 이탈리아어: Tolmino, 독일어: Tolmein)은 슬로베니아 북서부에 위치한 작은 마을이다.